# Zourtenga
Zourtenga est une localité située dans le département de Korsimoro de la province du Sanmatenga dans la région Centre-Nord au Burkina Faso.

## Géographie
Localisé sur la rive gauche du Nakembé et réparti en plusieurs centres d'habitation dispersés, Zourtenga est situé à 7 km au nord d'Imiougou-Natenga, à environ 35 km à l'ouest de Korsimoro, le chef-lieu du département, mais seulement à 6 km au sud-est de Mané. La capitale régionale Kaya est à 40 km au nord-est.

## Éducation et santé
Le centre de soins le plus proche de Zourtenga est le centre de santé et de promotion sociale (CSPS) d'Imiougou-Natenga tandis que le centre hospitalier régional (CHR) se trouve à Kaya.
Zourtenga possède une école primaire publique alors que les études secondaires se font au collège d'enseignement général (CEG) d'Imiougou-Natenga.